# LXXXI Corpo de Exército (Alemanha)
O LXXXI Corpo de Exército (em alemão:LXXXI. Armeekorps) foi um Corpo de Exército alemão que operou durante a Segunda Guerra Mundial.

## Comandantes
| Comandante                                     | Data                                           |
| ---------------------------------------------- | ---------------------------------------------- |
| General der Panzertruppen Adolf Kuntzen        | ? de junho de 1942 - 4 de setembro de 1944     |
| General der Infanterie Friedrich-August Schack | 4 de setembro de 1944 - 21 de setembro de 1944 |
| General der Infanterie Friedrich Köchling      | 21 de setembro de 1944 - 10 de março de 1945   |
| Generalleutnant Ernst-Günther Baade            | 10 de março de 1945 - 16 de abril de 1945      |

## Área de operações
| França                            | junho de 1942 - dezembro de 1944 |
| Frente Ocidental & Bolsão de Ruhr | janeiro de 1945 - abril de 1945  |